# Kraszyce
Kraszyce – wieś w Polsce położona w województwie kujawsko-pomorskim, w powiecie inowrocławskim, w gminie Kruszwica.

## Podział administracyjny
W latach 1975–1998 miejscowość administracyjnie należała do województwa bydgoskiego.

## Demografia
Według Narodowego Spisu Powszechnego (III 2011 r.) wieś liczyła 151 mieszkańców. Jest 30. co do wielkości miejscowością gminy Kruszwica.

## Historia
Pierwsza wzmianka o Kraszycach pochodzi z 1298 roku. Jej rozwój był stosunkowo równomierny, podobnie jak rozwój pobliskiej (odległość 7,5 km) Kruszwicy.